# Prangos fedtschenkoi
Prangos fedtschenkoi är en flockblommig växtart som först beskrevs av Eduard August von Regel och Johannes Theodor Schmalhausen, och fick sitt nu gällande namn av Jevgenij Korovin. Prangos fedtschenkoi ingår i släktet Prangos och familjen flockblommiga växter. Inga underarter finns listade i Catalogue of Life.